# Angry Birds
Angry Birds (hrv. Ljutite ptice) je videoigra finskoga računalnoga studija Rovio Entertainment.
Igra je prvi put objavljena za Appleov iOS u prosincu 2009. Više od 12,000.000 primjeraka igre kupljeni su na Appleovom App Storeu, koji je potaknuo tvrtku na nastanak novih verzija za ostale pametne telefone s ekranom osjetljivim na dodir, uključujući Android, Symbian i Windows Phone operativne sustave. Od tada je igra proširena na igraće konzole i osobna računala, na kojima se može igrati u Google Chromu jer je igra isprogramirana u HTML5 tehnologiji.
Glavni likovi su stilizirane ljutite ptice bez krila, koje preko praćke napadaju svinje, koje su im ukrale jaja. Svinje se sakrivaju u kućicama izrađenim od leda, drva i metala. O vještini i preciznosti igrača ovisi, hoće li će ljutite ptice biti uspješne. Precizan udarac na krhki dio konstrukcije kućice omogućuje, da se ona sruši i dovede do prelaska nivoa. Igra ima elemente fizike.
Igra "Angry Birds" dobila je pohvale za svoju uspješnu kombinaciju zaraznosti, komičnoga stila i niske cijene. Popularnost je dovela do novih inačica igre, crtanoga filma, kao i do planova za igrani film ili televizijsku seriju. Do sada je igra preuzeta oko 1,7 milijardi puta na svim platformama ukupno, pa je najuspješnija igra na mobilnim uređajima do sada.
Lik iz igre bio je maskota Svjetskoga prvenstva u hokeju na ledu u Finskoj i Švedskoj 2012. Likovi iz ove igre često su dio reklama.

## Serije igre Angry Birds
- "Angry Birds", prva verzija iz 2009.
- "Angry Birds Seasons", 2010.
- "Angry Birds Rio", 2011.
- "Angry Birds Space", 2012.
- "Angry Birds Star Wars", 2012.
- "Bad Piggies", 2012.